# Cariniana ianeirensis
Cariniana ianeirensis, o comúnmente yesquero blanco,  es una especie de planta leñosa en la familia Lecythidaceae.

## Distribución geográfica
Es endémica de Bolivia y de Brasil. Como se la suponía exclusiva de áreas reducidas de la mata Atlántica, a la especie en Bolivia se la confundía con otras del mismo género. 
Está amenazada  por pérdida de hábitat.

## Descripción
Es un árbol alto de hasta 40 m de fuste erecto de 7 a 14 dm de diámetro, madera blanda y de calidad. Hoja, simples, alternas, glabras. Inflorescencias en racimos terminales.